# VBC Chamalières
VBC Chamalières (fullständigt namn Volley-Ball Club Chamalières) är en volleybollklubb från Chamalières, Frankrike. Klubben grundades ursprungligen 1967. De spelade länge på lägre nivå,men har sedan slutet av 00-talet etablerat sig på elitnivå. Elitlaget debuterad i Ligue A säsongen 2015/2016. Första sejouren i högstaligan blev kortvarig då de kom näst sist om degraderades, men efter ett år i näst högsta serien återkom laget i högsta serien och har spelat i den sedan dess. 